# Millerovói járás
A Millerovói járás (oroszul: Миллеровский муниципальный район) Oroszország egyik járása a Rosztovi területen. Székhelye Millerovo.

## Népesség
- 1989-ben 36 468 lakosa volt.
- 2002-ben 36 591 lakosa volt.
- 2010-ben 68 360 lakosa volt, melyből 63 760 orosz, 1 171 ukrán, 569 török, 461 örmény, 442 azeri, 221 cigány, 193 fehérorosz, 101 tatár, 78 ezid, 62 csecsen, 59 grúz, 48 oszét, 43 moldáv, 34 dargin, 34 udmurt, 28 agul stb.